# Vladimír Gut
Vladimír Gut (* 30. března 1954 Praha) je český mim, herec, režisér a pedagog.

## Život
V letech 1972–75 studoval Brněnskou lidovou konzervatoř u prof. J. Ryšánkové, obor pantomima.
V letech 1979–81 byl členem VUS v Táboře, od roku 1982 Loutkového divadla v Kladně, od 1995 hercem divadla Ta Fantastika. Založil amatérské skupiny Mimosa/Mimóza (1976), B. B. Duc (1983) a Studio moderní pantomimy (1993; inscenace Golem, 1997 aj.).

## Filmografie
- 2006 Horákovi (TV seriál, role mim); Nadměrné maličkosti (TV cyklus, role ředitel školy)
- 2004 Devátý den (role Kápo v Kleiderablage)
- 2003 Nepodepsaný knoflík (TV film, role archivář)
- 2001 Černí andělé (TV seriál, role gangster)
- 1995 Kulihrášek a zakletá princezna (TV inscenace, role černokněžník)
- 1994 Příběhy včelích medvídků (TV seriál, loutkoherec)